# 李若采
李若采，福州福清人，清朝政治人物，同進士出身。
康熙五十九年（1721年）庚子科福建鄉試舉人。康熙六十（1721年）中辛丑科三甲第二十六名進士。擅長書畫。